# Supermanes azul y rojo
Los Supermanes azul y rojo son superhéroes creados por DC Comics. Se trata de una variación del personaje original llamado Superman bajo la identidad secreta de Clark Kent, un tímido reportero del Daily Planet.
Su nombre real es Kal-El, nació en el planeta Krypton, un planeta que comenzaba a sufrir extraños cambios climáticos los cuales fueron advertidos puntualmente por Jor-El (el padre de Kal-El) a la comunidad científica kryptoniana. Ridiculizado y burlado, Jor-Él fue ignorado por su propia gente, así que él junto con su esposa, decidieron depositar a su hijo Kal-El en una nave espacial para transportarlo al planeta Tierra y así poderlo salvar. En la Tierra, fue adoptado por una pareja de Smallville, los Kent, quienes lo educaron y comprendió su proceder y sus nuevos poderes.
Cada vez que Superman se divide en dos personajes, uno azul y otro rojo, se crean dos personalidades de Clark Kent, una azul que es una personalidad moderada, educada y sensata del reportero y otra roja que es una personalidad arrogante, burlona, egocéntrica y grosera. Ambos, porsupuesto, aseguran ser el verdadero Superman ignorando muchas veces el hecho de que ambos son el verdadero Superman. 

## Historia
En los cincuenta nació la idea de segmentar en dos el tan famosísimo personaje en la época pre-Crisis, quizá para ponerle un poco el freno a su creciente oleada de poderes que casi lo ponían a la altura de un dios, pero al final fue en la Crisis en Tierras Infinitas donde se hizo un personaje más humano.
Estos personajes aparecieron por primera vez en 1962 y nos cuenta como los habitantes de la reducida Kandor presionan al Hombre de Acero para que devuelva la ciudad de Kandor a su tamaño original, entonces Superman toma la decisión de exponerse a una máquina de su creación que lo divide en dos Supermanes Azul y otro Rojo, los cuales se casarían respectivamente con Lana Lang y Luisa Lane. En 1982 Superman es atacado con kryptonita roja por Lex Luthor y Terra Man. Como el efecto de la kryptonita roja es distinto cada vez que Superman es expuesto a ella, las consecuencias ahora fueron el que éste nuevamente se segmentara en dos Supermanes cada uno de un color (azul y rojo), aunque aquí el efecto solo duró 48 horas. En 1997 sufrió un accidente que nuevamente lo dividió en dos superhéroes, Superman azul y rojo.

## Participaciones
Ambos supermanes, aparecen en cómics legendarios como el de Superman azul vs Superman rojo, pero su participación más destacada se encuentra en la serie Los Gigantes Milenarios. La historia se refiere, de cuando La Guardia del Milenio (derrotada anteriormente por Superman azul) escapa de la prisión de los laboratorios Cadmus, e intentan, en tres partes distintas del globo terráqueo (Stonehenge, Egipto y Chichen Itzá) revivir a tres legendarios y místicos gigantes milenarios (Sekhmeth, Cerne y Cabracá el destructor de montañas). Con la ayuda de Los Jóvenes Titanes y algunos miembros de la Liga de la Justicia como Flash, Aquaman Linterna Verde, Detective Marciano, el recién nombrado miembro Steel, entre otros, la labor de los dos Supermanes será detener a los tres Gigantes Milenarios. Una de las situaciones más interesantes de la serie, es que los dos supermanes, son confundidos por un nativo de Chicen Itzá por Junajpú e Xmbalanqué, los hijos gemelos de los dioses Tepeu, Gucumatz y Hurakan (corazón del cielo) según la leyenda del Quiché que se narra en el Popol Vuh.

## En otros medios
- Superman Azul aparece en el cómic cruzado JLA/Avengers, cuando las distorsiones del tiempo hacen que los miembros de ambos equipos cambien a diferentes apariencias que tenían a lo largo de los años. Se le muestra derrotando al Destructor.[1]
- Superman Rojo y Azul aparecen en el corto Superman 75 Year Anniversary.
- El episodio de Justice League Action, "Superman Red vs. Superman Blue", está inspirado en la historia. Lex Luthor creó un arma de kryptonita que tenía la intención de destruir a Superman, pero en su lugar lo dividió a él, así como a Wonder Woman, Batman y al propio Luthor en dos mitades: los rojos malvados y los azules buenos. Los Rojos conspiraron para controlar el mundo entero, excepto Luthor Rojo, que en realidad era bueno y ayudó a que todo volviera a la normalidad.